# Theatre of Blood
Theatre of Blood (br.: As sete máscaras da morte / pt.: Matar ou não matar...) é um filme britânico de 1973 do gênero "Horror" com humor negro, dirigido por Douglas Hickox. As locações foram em Londres.

## Elenco
- Vincent Price...Edward Lionheart
- Diana Rigg...Edwina Lionheart
- Ian Hendry...Peregrine Devlin
- Harry Andrews...Trevor Dickman
- Coral Browne...Madame Chloe Moon
- Robert Coote...Oliver Larding
- Jack Hawkins...Solomon Psaltery
- Michael Hordern...George Maxwell
- Arthur Lowe...Horace Sprout
- Robert Morley...Meredith Merridew
- Dennis Price...Hector Snipe
- Milo O'Shea...Inspetor Boot
- Eric Sykes...Sargento Dogge
- Madeline Smith...Rosemary
- Diana Dors...Maisie Psaltery
- Joan Hickson...Madame Sprout
- Peter Thornton...policial

## Sinopse
Edward Kendall Sheridan Lionheart se considera o maior intérprete teatral de Shakespeare da atualidade. Dado como morto, ele começa a assassinar um grupo de críticos que o arruinara ao humilhá-lo quando da entrega do conceituado prêmio do "Círculo de Críticos", pois preferiram como  "melhor ator do ano" um iniciante. Ajudado por um bando de mendigos bêbados e usando as ruinas de um teatro londrino como esconderijo, ele desenvolve seus planos enquanto o Inspetor Boot e seus policiais tentam de todas as maneiras pararem seus crimes. 

## Adaptação teatral
O filme foi adaptado para o teatro pela companhia britânica Improbable, com Jim Broadbent como  Edward Lionheart e Rachael Stirling como a filha Edwina, com o nome mudado para Miranda. A peça traz outras diferenças em relação ao filme pois a ação se passa toda num teatro abandonado. As mortes foram reduzidas e os personagens de policiais foram removidos. As mortes baseadas em Otelo e Cymbeline foram omitidas, presumindo-se devido a ocorrerem fora do teatro. A adaptação foi em Londres no Teatro Nacional entre maio e setembro de 2005 e recebeu críticas mistas.